# Paranemastoma santorinum
Espèce
Synonymes
- Nemastoma santorinum Roewer, 1951

Paranemastoma santorinum est une espèce d'opilions dyspnois de la famille des Nemastomatidae.

## Distribution
Cette espèce est endémique d'Égée-Méridionale en Grèce. Elle se rencontre dans les Cyclades sur Santorin.

## Description
Le mâle holotype mesure 4 mm et la femelle paratype 5 mm.

## Systématique et taxinomie
Cette espèce a été décrite sous le protonyme Nemastoma santorinum par Roewer en 1951. Elle est placée dans le genre Paranemastoma par Schönhofer en 2013.

## Étymologie
Son nom d'espèce lui a été donné en référence au lieu de sa découverte, Santorin.

## Publication originale
- Roewer, 1951 : « Über Nemastomatiden. Weitere Weberknechte XVI. » Senckenbergiana, vol. 32, p. 95–153.